# Spökhotellet Gasten
Spökhotellet Gasten är ett spökhus i nöjesparken Liseberg i Göteborg. Besökarna vandrar till fots på en rundtur genom huset och möts av levande skådespelare som skräms och underhåller.
Spökhotellet Gasten är en originalidé av Liseberg och den engelska samarbetspartnern Quarry Fold Studio, och tillverkades huvudsakligen av Klastorp Snickeri och den engelska tematiseringsstudion Farmer. Attraktionen invigdes vid Lisebergs säsongspremiär den 18 april 1998 som en del av det nya Hamnområdet vid Mölndalsån. Inför säsongen 2006 genomfördes en omfattande ombyggnation med flera utbytta och omgjorda rum. Ombyggnationen gjordes i samarbete med den engelska studion Meticulous som hade tagit över efter Farmer.
1999 tilldelades Gasten priset "Excellence on a Limited Budget" från branschorganisationen THEA (The Themed Entertainment Association) i USA.
Inför sommarsäsongen 2025 stängdes Gasten. Som orsak angavs besparingsskäl till följd av att Liseberg fått ansträngd ekonomi.

## Tematisering
Enligt sin fiktiva bakgrundberättelse är Hotell Gasten ett anrikt hotell beläget i Göteborgs hamn. Vid sekelskiftet mellan 1800-tal och 1900-tal drabbades hotellet av en förbannelse som förvandlade det till spökhus. Hotellet hemsöks av en stor mängd odöda rollfigurer som är kvarbliven hotellpersonal och kvarblivna hotellgäster. Namnet Gasten har en dubbelbetydelse i gast (övernaturligt väsen) och gast (sjöfart).    
Kring år 2000 presenterades attraktionen med bakgrundstexten:

Här upplever du ett kusligt äventyr som utspelar sig i den gamle skepparen Elias Bergs innersta gömmor. Där ser hans släktingar och bundsförvanter till att besöket blir både otäckt och skräckinjagande. När man väl kommit in i hotellet finns det bara en väg ut, och den kantas av många obehagliga överraskningar.

Mellan 2010 och 2024 presenteras attraktionen med bakgrundstexten:

Ingrid Forsell, barnbarn till Hotell Gastens grundare, tillfredsställer allmänheten genom att öppna hotellets portar för rundvandringar i fastighetens mer anmärkningsvärda delar. Det finns inga garantier för vad eller vem som ger sig till känna när du besöker Spökhotellet Gasten.

Till sommaren 2017 tillkom ett spindeltema, då hotellet blivit invaderat av insekter och jättelika spindlar. Spindeltemat tonades ner inför sommarsäsongen 2019, och spindeldekoren togs bort helt till sommarsäsongen 2021. Delar av spindeldekoren har senare återanvänts på Grand Curiosa under Halloween. 

## Tillkomst
1988 köpte Liseberg den gamla fabriksbyggnaden Jakobsdal vid Mölndalsån. Huset är byggt 1911 och var tidigare garnfabrik. Under vd Mats Wedin planerades det för att huset skulle förvandlas till "Nöjesfabriken", som presenterades vid en pressvisning 1995. "Nöjesfabriken" skulle innehålla 3D-bio, VR-äventyr, arkadhall, bar och restaurang. Huset skulle också innehålla ett nytt lustiga huset, som skulle ersätta Villa Opp-Å-Ner. Det nya lustiga huset skulle heta "Hotell Vegas HårResande Rum". Projektet blev inte verklighet och istället arbetades idéerna för det lustiga huset om till ett spökhus. Ett ledande inslag i tematiseringen av spökhuset och hela det omkringliggande området var att knyta an till Göteborgs historia som hamnstad.
Utöver Lisebergs huvudsakliga samarbetspartner Quarry Fold Studio och Lisebergs egen personal inom teknik och hantverk anlitades Wingårdh Arkitektkontor och Klastorp snickeri för konstruktionen, medan Farmer Studios från Leicester i England stod för merparten av den tematiserade inredningen inklusive specialeffekter och originalmusik. Från Lisebergs egen Programavdelning anlitades regissörer för att utbilda gastarna.

## Halloween-variationer
Under Halloween på Liseberg mellan 2015 och 2019 bytte Spökhotellet Gasten namn till Smitthärden Gasten. Gastarna hade drabbats av magsjuka och bölder och hotellet var enligt reklamtexten förvandlat till "en riktig smitthärd där både personal och gäster lider alla helvetes kval".
Till Halloween 2021 gjordes Gasten om till nyheten Korthuset, där svartvita monsterclowner hade brutit sig loss från uteområdet Cirkus Bisarr och skapat ett eget skräckhus.
Till Halloween 2024, efter tre Halloweensäsonger som Korthuset, återgick det till att vara Hotell Gasten. Som nyheten Nattsvart på Gasten var huset till stor del nersläckt och besökarna tilldelades lyktor för genomvandringen. Bakgrundsberättelsen till Nattsvart på Gasten är att en begravningsentreprenör med familj (som alla är gastar) har orsakat ett strömavbrott på hotellet, för att i mörkret få tag på nya kunder.

## Tillhörande tematiseringar
Under Gastens premiärår 1998 visade Liseberg den nyproducerade skräckfilmen "Superstition/Skräckfärden" i bioattraktionen Simulatour.
Till säsongen 2010 tillkom restaurangen Spökbaren Gasten som är belägen i samma byggnad som Spökhotellet. Denna restaurang besöktes regelbundet av gastar från Spökhotellet.

## Gasten i andra sammanhang
Gasten förekommer i barnboken "Gastar i Göteborg" (2019) i serien "Legenden om Jack" av Martin Olczak.
Hårdrocksbandet Hammerfall spelade under Halloweensäsongen 2021 in en musikvideo i huset till sin låt "Hammer of Dawn".
Scener i skräckfilmen Karusell (2023) utspelar sig inne på Gasten.